# فهرست قنات‌های شهرستان اردکان
جدول زیر براساس آمار وزارت جهاد کشاورزی تهیه شده‌است. فهرست زیر قنات‌های شهرستان اردکان در استان یزد را نشان می‌دهد.
| نام قنات                   | موقعیت                   | نزدیک‌ترین روستا    | طول قنات (متر) | تعداد میله چاه | عمق مادر چاه | دبی (لیتر بر ثانیه)  | سطح زیر کشت (هکتار) |
| -------------------------- | ------------------------ | ------------------ | -------------- | -------------- | ------------ | -------------------- | ------------------- |
| آب بر بند                  | بخش مرکزی شهرستان اردکان | دربید              | ۰              | ۰              | ۰            | ۰                    | ۰                   |
| آب بی بی جان               | بخش مرکزی شهرستان اردکان | دربید              | ۰              | ۰              | ۰            | ۱                    | ۰                   |
| آب جریکی                   | بخش مرکزی شهرستان اردکان | دربید              | ۰              | ۰              | ۰            | ۱                    | ۰                   |
| آب خونه                    | بخش مرکزی شهرستان اردکان | دربید              | ۰              | ۰              | ۰            | ۰٫۳۴۹۹۹۹۹۹۴۰۳۹۵۳۶    | ۰                   |
| آب زرده ماهانه             | بخش مرکزی شهرستان اردکان | هامانه             | ۰              | ۰              | ۰            | ۰٫۵                  | ۰                   |
| آب متکستان                 | بخش مرکزی شهرستان اردکان | دربید              | ۰              | ۰              | ۰            | ۰٫۱۰۰۰۰۰۰۰۱۴۹۰۱۱۶    | ۰                   |
| آب کتلی                    | بخش مرکزی شهرستان اردکان | کذاب               | ۰              | ۰              | ۰            | ۱                    | ۰                   |
| ابراهیم‌آباد                | بخش مرکزی شهرستان اردکان | مزرعه ابراهیم‌آباد  | ۰              | ۰              | ۰            | ۰٫۸۰۰۰۰۰۰۱۱۹۲۰۹۲۹    | ۰                   |
| ابراهیم‌آباد                | بخش عقدا شهرستان اردکان  | عقدا - ابراهیم‌آباد | ۰              | ۰              | ۰            | ۰٫۴۰۰۰۰۰۰۰۵۹۶۰۴۶۴    | ۰                   |
| ابنو                       | بخش عقدا شهرستان اردکان  | ابنو               | ۰              | ۰              | ۰            | ۰٫۵                  | ۰                   |
| اتابک                      | بخش مرکزی شهرستان اردکان | اتابک              | ۰              | ۰              | ۰            | ۲۲                   | ۰                   |
| احمدآباد                   | بخش مرکزی شهرستان اردکان | احمدآباد           | ۰              | ۰              | ۰            | ۱                    | ۰                   |
| احمدآباد بیابانی           | بخش مرکزی شهرستان اردکان | اتابک              | ۰              | ۰              | ۰            | ۲                    | ۰                   |
| احمدآباد دم چنات           | بخش مرکزی شهرستان اردکان | احمدآباد           | ۰              | ۰              | ۰            | ۹                    | ۰                   |
| احمدآباد لای پده           | بخش مرکزی شهرستان اردکان | قوام‌آباد           | ۰              | ۰              | ۰            | ۱                    | ۰                   |
| ارجنان                     | بخش مرکزی شهرستان اردکان | ارجنان             | ۰              | ۰              | ۰            | ۲٫۵                  | ۰                   |
| ارزانک                     | بخش مرکزی شهرستان اردکان | قوام‌آباد           | ۰              | ۰              | ۰            | ۳٫۲۹۹۹۹۹۹۵۲۳۱۶۲۸     | ۰                   |
| اره کوه                    | بخش عقدا شهرستان اردکان  | اره کوه            | ۰              | ۰              | ۰            | ۱٫۲۹۹۹۹۹۹۵۲۳۱۶۲۸     | ۰                   |
| اشامیدنی رباط پشت بادام    | بخش مرکزی شهرستان اردکان | رباط پشت بادام     | ۰              | ۰              | ۰            | ۰                    | ۰                   |
| اشتیانه بالا               | بخش عقدا شهرستان اردکان  | اشتیانه            | ۰              | ۰              | ۰            | ۵٫۹۹۹۹۹۹۸۶۵۸۸۹۵۵E-۰۲ | ۰                   |
| اشتیانه پایین              | بخش عقدا شهرستان اردکان  | اشتیانه            | ۰              | ۰              | ۰            | ۰٫۱۲۹۹۹۹۹۹۵۲۳۱۶۲۸    | ۰                   |
| اشتیجه                     | بخش عقدا شهرستان اردکان  | اشتیجه             | ۰              | ۰              | ۰            | ۰٫۵                  | ۰                   |
| اشنیزاباد                  | بخش مرکزی شهرستان اردکان | اشنیز              | ۰              | ۰              | ۰            | ۳٫۵۹۹۹۹۹۹۰۴۶۳۲۵۷     | ۰                   |
| اشنیزپایین                 | بخش مرکزی شهرستان اردکان | اشنیز              | ۰              | ۰              | ۰            | ۰٫۳۳۰۰۰۰۰۱۳۱۱۳۰۲۲    | ۰                   |
| اشکالون                    | بخش مرکزی شهرستان اردکان | دربید              | ۰              | ۰              | ۰            | ۱                    | ۰                   |
| اشکفت                      | بخش مرکزی شهرستان اردکان | تقویه              | ۰              | ۰              | ۰            | ۱                    | ۰                   |
| اشکوه                      | بخش مرکزی شهرستان اردکان | اتابک              | ۰              | ۰              | ۰            | ۴                    | ۰                   |
| افرانک                     | بخش عقدا شهرستان اردکان  | عقدا               | ۰              | ۰              | ۰            | ۴٫۵                  | ۰                   |
| الله‌آباد                   | بخش مرکزی شهرستان اردکان | شهیدیه             | ۰              | ۰              | ۰            | ۳۰                   | ۰                   |
| الله‌آباد                   | بخش عقدا شهرستان اردکان  | هفتادر- الله‌آباد   | ۰              | ۰              | ۰            | ۱٫۲۰۰۰۰۰۰۴۷۶۸۳۷۲     | ۰                   |
| امده کوچه باغ              | بخش مرکزی شهرستان اردکان | کوچه باغ میبد      | ۰              | ۰              | ۰            | ۲۰                   | ۰                   |
| امیرآباد                   | بخش مرکزی شهرستان اردکان | دربید              | ۰              | ۰              | ۰            | ۱                    | ۰                   |
| امین‌آباد                   | بخش مرکزی شهرستان اردکان | امین‌آباد           | ۰              | ۰              | ۰            | ۱٫۳۹۹۹۹۹۹۷۶۱۵۸۱۴     | ۰                   |
| امین‌آباد                   | بخش عقدا شهرستان اردکان  | امین‌آباد           | ۰              | ۰              | ۰            | ۱٫۲۰۰۰۰۰۰۴۷۶۸۳۷۲     | ۰                   |
| امین‌آباد                   | بخش مرکزی شهرستان اردکان | امین‌آباد           | ۰              | ۰              | ۰            | ۲                    | ۰                   |
| انجیره                     | بخش مرکزی شهرستان اردکان | دربید              | ۰              | ۰              | ۰            | ۰                    | ۰                   |
| اهرستان                    | بخش مرکزی شهرستان اردکان | خیرآباد            | ۰              | ۰              | ۰            | ۹۵                   | ۰                   |
| اوزرا                      | بخش عقدا شهرستان اردکان  | اوزرا              | ۰              | ۰              | ۰            | ۲٫۹۹۹۹۹۹۹۳۲۹۴۴۷۷E-۰۲ | ۰                   |
| اوزرا بزرگ                 | بخش عقدا شهرستان اردکان  | اوزرا بزرگ         | ۰              | ۰              | ۰            | ۵٫۰۰۰۰۰۰۰۷۴۵۰۵۸۱E-۰۲ | ۰                   |
| اپون                       | بخش مرکزی شهرستان اردکان | دربید              | ۰              | ۰              | ۰            | ۰                    | ۰                   |
| اکبر                       | بخش مرکزی شهرستان اردکان | زرین               | ۰              | ۰              | ۰            | ۰٫۱۰۰۰۰۰۰۰۱۴۹۰۱۱۶    | ۰                   |
| اکبرآباد                   | بخش مرکزی شهرستان اردکان | شرب العین          | ۰              | ۰              | ۰            | ۰٫۵                  | ۰                   |
| اکبرآباد                   | بخش مرکزی شهرستان اردکان | کذاب               | ۰              | ۰              | ۰            | ۰٫۴۰۰۰۰۰۰۰۵۹۶۰۴۶۴    | ۰                   |
| اکبرآباد                   | بخش مرکزی شهرستان اردکان | خضرآباد            | ۰              | ۰              | ۰            | ۰٫۲۰۰۰۰۰۰۰۲۹۸۰۲۳۲    | ۰                   |
| اکرمی                      | بخش خرانق شهرستان اردکان | ساغند              | ۰              | ۰              | ۰            | ۰                    | ۰                   |
| ایگاه                      | بخش عقدا شهرستان اردکان  | ایگاه              | ۰              | ۰              | ۰            | ۵٫۹۹۹۹۹۹۸۶۵۸۸۹۵۵E-۰۲ | ۰                   |
| باغ ده                     | بخش عقدا شهرستان اردکان  | هفتادر باغ ده      | ۰              | ۰              | ۰            | ۰٫۸۰۰۰۰۰۰۱۱۹۲۰۹۲۹    | ۰                   |
| بامکان                     | بخش مرکزی شهرستان اردکان | بامکان             | ۰              | ۰              | ۰            | ۲۵                   | ۰                   |
| بلبل                       | بخش مرکزی شهرستان اردکان | خمیسان             | ۰              | ۰              | ۰            | ۰٫۵                  | ۰                   |
| بناکوه                     | بخش مرکزی شهرستان اردکان | بناکوه             | ۰              | ۰              | ۰            | ۶                    | ۰                   |
| بندر                       | بخش مرکزی شهرستان اردکان | خرانق              | ۰              | ۰              | ۰            | ۰٫۲۵                 | ۰                   |
| بنه کر                     | بخش مرکزی شهرستان اردکان | هامانه             | ۰              | ۰              | ۰            | ۱                    | ۰                   |
| بیدآخوند سفلی              | بخش مرکزی شهرستان اردکان | بیدآخوند           | ۰              | ۰              | ۰            | ۱٫۵                  | ۰                   |
| بیدآخوند علیا              | بخش مرکزی شهرستان اردکان | هامانه             | ۰              | ۰              | ۰            | ۶                    | ۰                   |
| تامهر                      | بخش مرکزی شهرستان اردکان | دربید              | ۰              | ۰              | ۰            | ۱                    | ۰                   |
| ترشک                       | بخش مرکزی شهرستان اردکان | دولاب              | ۰              | ۰              | ۰            | ۰٫۵                  | ۰                   |
| ترشک بالا                  | بخش مرکزی شهرستان اردکان | دولاب              | ۰              | ۰              | ۰            | ۵                    | ۰                   |
| تقویه                      | بخش مرکزی شهرستان اردکان | تقویه              | ۰              | ۰              | ۰            | ۶                    | ۰                   |
| تقی‌آباد                    | بخش مرکزی شهرستان اردکان | قوام‌آباد           | ۰              | ۰              | ۰            | ۰٫۴۰۰۰۰۰۰۰۵۹۶۰۴۶۴    | ۰                   |
| تقی‌آباد زمان‌آباد           | بخش مرکزی شهرستان اردکان | اردکان             | ۰              | ۰              | ۰            | ۱۷                   | ۰                   |
| تلخستان                    | بخش مرکزی شهرستان اردکان | خضرآباد            | ۰              | ۰              | ۰            | ۰٫۵                  | ۰                   |
| تنگل                       | بخش مرکزی شهرستان اردکان | دربید              | ۰              | ۰              | ۰            | ۰٫۷۵                 | ۰                   |
| تهره خانی                  | بخش مرکزی شهرستان اردکان | کوچه بیوک          | ۰              | ۰              | ۰            | ۴۸                   | ۰                   |
| توفیق‌آباد                  | بخش مرکزی شهرستان اردکان | توت                | ۰              | ۰              | ۰            | ۱                    | ۰                   |
| جعفرآباد                   | بخش مرکزی شهرستان اردکان | خرانق              | ۰              | ۰              | ۰            | ۰٫۳۰۰۰۰۰۰۱۱۹۲۰۹۲۹    | ۰                   |
| جعفرآباد                   | بخش مرکزی شهرستان اردکان | شهیدیه             | ۰              | ۰              | ۰            | ۱۵                   | ۰                   |
| جلال‌آباد                   | بخش مرکزی شهرستان اردکان | جلال‌آباد           | ۰              | ۰              | ۰            | ۰٫۸۰۰۰۰۰۰۱۱۹۲۰۹۲۹    | ۰                   |
| جلال‌آباد نیوک              | بخش مرکزی شهرستان اردکان | جلال‌آباد           | ۰              | ۰              | ۰            | ۵                    | ۰                   |
| جلگه زاوه                  | بخش مرکزی شهرستان اردکان | بغدادآباد          | ۰              | ۰              | ۰            | ۳۰                   | ۰                   |
| جنت‌آباد                    | بخش مرکزی شهرستان اردکان | جنت‌آباد            | ۰              | ۰              | ۰            | ۰٫۸۰۰۰۰۰۰۱۱۹۲۰۹۲۹    | ۰                   |
| جنت‌آباد                    | بخش مرکزی شهرستان اردکان | خضرآباد            | ۰              | ۰              | ۰            | ۲                    | ۰                   |
| حاجی حسین                  | بخش مرکزی شهرستان اردکان | مزرعه حاجی حسن     | ۰              | ۰              | ۰            | ۲                    | ۰                   |
| حاجی صوفی                  | بخش مرکزی شهرستان اردکان | زرین               | ۰              | ۰              | ۰            | ۱                    | ۰                   |
| حاجی علی بیک               | بخش مرکزی شهرستان اردکان | حاجی علی بیک       | ۰              | ۰              | ۰            | ۱٫۵                  | ۰                   |
| حاجی علی نقی               | بخش مرکزی شهرستان اردکان | زرین               | ۰              | ۰              | ۰            | ۰٫۷۵                 | ۰                   |
| حاجی قاسم                  | بخش خرانق شهرستان اردکان | ساغند              | ۰              | ۰              | ۰            | ۰٫۱۰۰۰۰۰۰۰۱۴۹۰۱۱۶    | ۰                   |
| حاجی‌آباد                   | بخش مرکزی شهرستان اردکان | حاجی‌آباد           | ۰              | ۰              | ۰            | ۰٫۸۰۰۰۰۰۰۱۱۹۲۰۹۲۹    | ۰                   |
| حاجی‌آباد                   | بخش عقدا شهرستان اردکان  | سروسفلی            | ۰              | ۰              | ۰            | ۰٫۸۰۰۰۰۰۰۱۱۹۲۰۹۲۹    | ۰                   |
| حاجی‌آباد                   | بخش مرکزی شهرستان اردکان | حاجی‌آباد           | ۰              | ۰              | ۰            | ۵٫۵                  | ۰                   |
| حجت‌آباد                    | بخش مرکزی شهرستان اردکان | شهیدیه             | ۰              | ۰              | ۰            | ۱۶                   | ۰                   |
| حجت‌آباد                    | بخش مرکزی شهرستان اردکان | دربید              | ۰              | ۰              | ۰            | ۰٫۷۵                 | ۰                   |
| حجت‌آباد                    | بخش مرکزی شهرستان اردکان | قوام‌آباد           | ۰              | ۰              | ۰            | ۰٫۱۰۰۰۰۰۰۰۱۴۹۰۱۱۶    | ۰                   |
| حسن‌آباد                    | بخش خرانق شهرستان اردکان | ساغند              | ۰              | ۰              | ۰            | ۰٫۵                  | ۰                   |
| حسن‌آباد                    | بخش مرکزی شهرستان اردکان | حسن‌آباد            | ۰              | ۰              | ۰            | ۱                    | ۰                   |
| حسن‌آباد آبکورک             | بخش مرکزی شهرستان اردکان | قوام‌آباد           | ۰              | ۰              | ۰            | ۱٫۹۹۹۹۹۹۹۵۵۲۹۶۵۲E-۰۲ | ۰                   |
| حسن‌آباد بوقی               | بخش مرکزی شهرستان اردکان | اتابک              | ۰              | ۰              | ۰            | ۳                    | ۰                   |
| حسن‌آباد لای انار           | بخش مرکزی شهرستان اردکان | تقویه              | ۰              | ۰              | ۰            | ۱                    | ۰                   |
| حسن‌آباد مشیر               | بخش مرکزی شهرستان اردکان | حسن‌آباد            | ۰              | ۰              | ۰            | ۱۳۵                  | ۰                   |
| حسین پور رصایی             | بخش عقدا شهرستان اردکان  | فخرآباد            | ۰              | ۰              | ۰            | ۲٫۹۹۹۹۹۹۹۳۲۹۴۴۷۷E-۰۲ | ۰                   |
| حسینی                      | بخش مرکزی شهرستان اردکان | حسینی تفت          | ۰              | ۰              | ۰            | ۵                    | ۰                   |
| حسین‌آباد                   | بخش مرکزی شهرستان اردکان | خرانق              | ۰              | ۰              | ۰            | ۰٫۷۵                 | ۰                   |
| حسین‌آباد                   | بخش مرکزی شهرستان اردکان | حسین‌آباد زرین      | ۰              | ۰              | ۰            | ۱٫۲۰۰۰۰۰۰۴۷۶۸۳۷۲     | ۰                   |
| حسین‌آباد                   | بخش مرکزی شهرستان اردکان | توت                | ۰              | ۰              | ۰            | ۰٫۵                  | ۰                   |
| حسین‌آباد                   | بخش مرکزی شهرستان اردکان | دربید              | ۰              | ۰              | ۰            | ۱                    | ۰                   |
| حسین‌آباد                   | بخش مرکزی شهرستان اردکان | کذاب               | ۰              | ۰              | ۰            | ۱                    | ۰                   |
| حسین‌آباد                   | بخش مرکزی شهرستان اردکان | نیوک پایین         | ۰              | ۰              | ۰            | ۱۲                   | ۰                   |
| حسین‌آباد                   | بخش مرکزی شهرستان اردکان | مزرعه حسینی ها     | ۰              | ۰              | ۰            | ۱                    | ۰                   |
| حسین‌آباد                   | بخش عقدا شهرستان اردکان  | حسین‌آباد           | ۰              | ۰              | ۰            | ۵٫۹۹۹۹۹۹۸۶۵۸۸۹۵۵E-۰۲ | ۰                   |
| حسین‌آباد آب شور            | بخش مرکزی شهرستان اردکان | خمسیان             | ۰              | ۰              | ۰            | ۰٫۵                  | ۰                   |
| حسین‌آباد آبکورک            | بخش مرکزی شهرستان اردکان | تقویه              | ۰              | ۰              | ۰            | ۰٫۳۰۰۰۰۰۰۱۱۹۲۰۹۲۹    | ۰                   |
| حسین‌آباد جعفرخان           | بخش مرکزی شهرستان اردکان | جعفرآباد           | ۰              | ۰              | ۰            | ۱۵                   | ۰                   |
| حسین‌آباد ماهانه            | بخش مرکزی شهرستان اردکان | خرانق              | ۰              | ۰              | ۰            | ۰٫۱۰۰۰۰۰۰۰۱۴۹۰۱۱۶    | ۰                   |
| حلت‌آباد                    | بخش مرکزی شهرستان اردکان | حلت‌آباد            | ۰              | ۰              | ۰            | ۰٫۵                  | ۰                   |
| خارجار                     | بخش مرکزی شهرستان اردکان | بشنیغان میبد       | ۰              | ۰              | ۰            | ۳۰                   | ۰                   |
| خراقی                      | بخش مرکزی شهرستان اردکان | خرانق              | ۰              | ۰              | ۰            | ۴٫۵                  | ۰                   |
| خشکینه                     | بخش عقدا شهرستان اردکان  | خشکینه             | ۰              | ۰              | ۰            | ۰٫۵                  | ۰                   |
| خضرآباد                    | بخش عقدا شهرستان اردکان  | خضرآباد            | ۰              | ۰              | ۰            | ۰٫۴۰۰۰۰۰۰۰۵۹۶۰۴۶۴    | ۰                   |
| خضرآباد                    | بخش مرکزی شهرستان اردکان | خضرآباد            | ۰              | ۰              | ۰            | ۱۰                   | ۰                   |
| خلیل‌آباد                   | بخش مرکزی شهرستان اردکان | خلیل‌آباد تفت       | ۰              | ۰              | ۰            | ۱۵                   | ۰                   |
| خلیل‌آباد                   | بخش عقدا شهرستان اردکان  | خلیل‌آباد           | ۰              | ۰              | ۰            | ۱۲                   | ۰                   |
| خمسیان بالا                | بخش مرکزی شهرستان اردکان | خمسیان             | ۰              | ۰              | ۰            | ۵                    | ۰                   |
| خمسیان پایین               | بخش مرکزی شهرستان اردکان | خمسیان             | ۰              | ۰              | ۰            | ۱٫۵                  | ۰                   |
| خواص کوه                   | بخش عقدا شهرستان اردکان  | خواص کوه           | ۰              | ۰              | ۰            | ۲٫۹۰۰۰۰۰۰۹۵۳۶۷۴۳     | ۰                   |
| خورشیدآباد                 | بخش مرکزی شهرستان اردکان | دربید              | ۰              | ۰              | ۰            | ۱                    | ۰                   |
| خوش من شماره ۱             | بخش مرکزی شهرستان اردکان | خرانق              | ۰              | ۰              | ۰            | ۰٫۲۰۰۰۰۰۰۰۲۹۸۰۲۳۲    | ۰                   |
| خوش من شماره ۲             | بخش مرکزی شهرستان اردکان | خرانق              | ۰              | ۰              | ۰            | ۰٫۲۰۰۰۰۰۰۰۲۹۸۰۲۳۲    | ۰                   |
| خیرآباد یها                | بخش مرکزی شهرستان اردکان | مزرعه خیرآباد یها  | ۰              | ۰              | ۰            | ۰٫۷۵                 | ۰                   |
| درب حض                     | بخش مرکزی شهرستان اردکان | درب حض             | ۰              | ۰              | ۰            | ۲٫۲۹۹۹۹۹۹۵۲۳۱۶۲۸     | ۰                   |
| درب زر                     | بخش مرکزی شهرستان اردکان | درب زر             | ۰              | ۰              | ۰            | ۷                    | ۰                   |
| دربید                      | بخش مرکزی شهرستان اردکان | دربید              | ۰              | ۰              | ۰            | ۶                    | ۰                   |
| درگزینه                    | بخش مرکزی شهرستان اردکان | دربید              | ۰              | ۰              | ۰            | ۰٫۶۹۹۹۹۹۹۸۸۰۷۹۰۷۱    | ۰                   |
| درین                       | بخش مرکزی شهرستان اردکان | درین               | ۰              | ۰              | ۰            | ۳                    | ۰                   |
| دستجردبزرگ                 | بخش عقدا شهرستان اردکان  | دستجردبزرگ         | ۰              | ۰              | ۰            | ۱                    | ۰                   |
| دستگرد                     | بخش عقدا شهرستان اردکان  | دستگرد             | ۰              | ۰              | ۰            | ۱                    | ۰                   |
| دشت ده                     | بخش مرکزی شهرستان اردکان | دربید              | ۰              | ۰              | ۰            | ۲                    | ۰                   |
| دهنو                       | بخش خرانق شهرستان اردکان | ساغند              | ۰              | ۰              | ۰            | ۰٫۱۰۰۰۰۰۰۰۱۴۹۰۱۱۶    | ۰                   |
| دولاب                      | بخش مرکزی شهرستان اردکان | دولاب              | ۰              | ۰              | ۰            | ۸                    | ۰                   |
| دوکالی                     | بخش مرکزی شهرستان اردکان | خرانق              | ۰              | ۰              | ۰            | ۰٫۱۰۰۰۰۰۰۰۱۴۹۰۱۱۶    | ۰                   |
| دوگان                      | بخش عقدا شهرستان اردکان  | مزرعه دهقان        | ۰              | ۰              | ۰            | ۰٫۱۰۹۹۹۹۹۹۹۴۰۳۹۵۴    | ۰                   |
| دک دک‌آباد                  | بخش عقدا شهرستان اردکان  | دک دک‌آباد          | ۰              | ۰              | ۰            | ۱٫۵                  | ۰                   |
| دگ دگ‌آباد                  | بخش عقدا شهرستان اردکان  | مزرعه نو           | ۰              | ۰              | ۰            | ۲                    | ۰                   |
| دیو                        | بخش مرکزی شهرستان اردکان | رباط پشت بادام     | ۰              | ۰              | ۰            | ۲                    | ۰                   |
| دیوک                       | بخش مرکزی شهرستان اردکان | خرانق              | ۰              | ۰              | ۰            | ۰٫۳۰۰۰۰۰۰۱۱۹۲۰۹۲۹    | ۰                   |
| رئیسون                     | بخش مرکزی شهرستان اردکان | خضرآباد            | ۰              | ۰              | ۰            | ۱                    | ۰                   |
| رازق‌آباد                   | بخش مرکزی شهرستان اردکان | رازق‌آباد           | ۰              | ۰              | ۰            | ۳                    | ۰                   |
| رباط                       | بخش مرکزی شهرستان اردکان | توت                | ۰              | ۰              | ۰            | ۰٫۲۰۰۰۰۰۰۰۲۹۸۰۲۳۲    | ۰                   |
| رحمت‌آباد                   | بخش مرکزی شهرستان اردکان | ابراهیم‌آباد        | ۰              | ۰              | ۰            | ۴۵                   | ۰                   |
| رحمت‌آباد                   | بخش عقدا شهرستان اردکان  | رحمت‌آباد           | ۰              | ۰              | ۰            | ۳                    | ۰                   |
| رستم‌آباد                   | بخش مرکزی شهرستان اردکان | قوام‌آباد           | ۰              | ۰              | ۰            | ۱٫۲۰۰۰۰۰۰۴۷۶۸۳۷۲     | ۰                   |
| زارچ                       | بخش مرکزی شهرستان اردکان | زارچ               | ۰              | ۰              | ۰            | ۵۰                   | ۰                   |
| زربند                      | بخش مرکزی شهرستان اردکان | زربند              | ۰              | ۰              | ۰            | ۵                    | ۰                   |
| زرجوغ                      | بخش عقدا شهرستان اردکان  | زرجوغ              | ۰              | ۰              | ۰            | ۰٫۲۰۰۰۰۰۰۰۲۹۸۰۲۳۲    | ۰                   |
| زره کوه                    | بخش مرکزی شهرستان اردکان | خرانق              | ۰              | ۰              | ۰            | ۰٫۱۰۰۰۰۰۰۰۱۴۹۰۱۱۶    | ۰                   |
| زره کوه                    | بخش مرکزی شهرستان اردکان | خرانق              | ۰              | ۰              | ۰            | ۹٫۹۹۹۹۹۹۷۷۶۴۸۲۵۸E-۰۳ | ۰                   |
| زمانیه                     | بخش مرکزی شهرستان اردکان | رباط پشت بادام     | ۰              | ۰              | ۰            | ۵                    | ۰                   |
| زوه                        | بخش عقدا شهرستان اردکان  | مزرعه زوه          | ۰              | ۰              | ۰            | ۰٫۳۰۰۰۰۰۰۱۱۹۲۰۹۲۹    | ۰                   |
| زین‌آباد                    | بخش مرکزی شهرستان اردکان | زین‌آباد            | ۰              | ۰              | ۰            | ۰                    | ۰                   |
| ساربان                     | بخش مرکزی شهرستان اردکان | خرانق              | ۰              | ۰              | ۰            | ۰٫۲۰۰۰۰۰۰۰۲۹۸۰۲۳۲    | ۰                   |
| ساغند                      | بخش خرانق شهرستان اردکان | ساغند              | ۰              | ۰              | ۰            | ۱٫۵                  | ۰                   |
| سرشک                       | بخش مرکزی شهرستان اردکان | مزرعه سرشک         | ۰              | ۰              | ۰            | ۰٫۲۵                 | ۰                   |
| سرو سفلی                   | بخش مرکزی شهرستان اردکان | سرو سفلی           | ۰              | ۰              | ۰            | ۴٫۴۰۰۰۰۰۰۹۵۳۶۷۴۳     | ۰                   |
| سرو علیا                   | بخش عقدا شهرستان اردکان  | سرو علیا           | ۰              | ۰              | ۰            | ۱۴                   | ۰                   |
| سرچاه وراعون               | بخش عقدا شهرستان اردکان  | سرچاه وراعون       | ۰              | ۰              | ۰            | ۰٫۵                  | ۰                   |
| سفت‌آباد                    | بخش عقدا شهرستان اردکان  | سفت‌آباد            | ۰              | ۰              | ۰            | ۱۶                   | ۰                   |
| سفیدکوه                    | بخش عقدا شهرستان اردکان  | سفیدکوه            | ۰              | ۰              | ۰            | ۰                    | ۰                   |
| سفیدکوه آشتیانه            | بخش عقدا شهرستان اردکان  | سفیدکوه            | ۰              | ۰              | ۰            | ۰٫۵۰۹۹۹۹۹۹۰۴۶۳۲۵۷    | ۰                   |
| سفیدکوه آشتیون             | بخش عقدا شهرستان اردکان  | سفیدکوه آشتیون     | ۰              | ۰              | ۰            | ۱٫۲۰۰۰۰۰۰۴۷۶۸۳۷۲     | ۰                   |
| سقربندبالا                 | بخش مرکزی شهرستان اردکان | سقربندبالا         | ۰              | ۰              | ۰            | ۰٫۲۰۰۰۰۰۰۰۲۹۸۰۲۳۲    | ۰                   |
| سقربندپایین                | بخش مرکزی شهرستان اردکان | سقربندپایین        | ۰              | ۰              | ۰            | ۱٫۵                  | ۰                   |
| سنجدک                      | بخش مرکزی شهرستان اردکان | دولاب              | ۰              | ۰              | ۰            | ۰٫۵                  | ۰                   |
| سنگرد                      | بخش مرکزی شهرستان اردکان | خرانق              | ۰              | ۰              | ۰            | ۲                    | ۰                   |
| سیدعباس                    | بخش مرکزی شهرستان اردکان | مزرعه سیمان        | ۰              | ۰              | ۰            | ۰٫۳۰۰۰۰۰۰۱۱۹۲۰۹۲۹    | ۰                   |
| شاه اسحاق                  | بخش مرکزی شهرستان اردکان | هامانه             | ۰              | ۰              | ۰            | ۱                    | ۰                   |
| شحنه                       | بخش مرکزی شهرستان اردکان | روستای شحنه        | ۰              | ۰              | ۰            | ۱۷                   | ۰                   |
| شرب العین                  | بخش مرکزی شهرستان اردکان | خضرآباد            | ۰              | ۰              | ۰            | ۰٫۱۰۰۰۰۰۰۰۱۴۹۰۱۱۶    | ۰                   |
| شرب العین                  | بخش مرکزی شهرستان اردکان | شرب العین          | ۰              | ۰              | ۰            | ۶                    | ۰                   |
| شفیع‌آباد                   | بخش مرکزی شهرستان اردکان | رباط پشت بادام     | ۰              | ۰              | ۰            | ۰٫۶۰۰۰۰۰۰۲۳۸۴۱۸۵۸    | ۰                   |
| شمس‌آباد                    | بخش عقدا شهرستان اردکان  | هفتادر             | ۰              | ۰              | ۰            | ۲                    | ۰                   |
| شهرآباد                    | بخش عقدا شهرستان اردکان  | شهرآباد            | ۰              | ۰              | ۰            | ۶٫۸۰۹۹۹۹۹۴۲۷۷۹۵۴     | ۰                   |
| شهرآباد                    | بخش مرکزی شهرستان اردکان | دربید              | ۰              | ۰              | ۰            | ۰٫۵                  | ۰                   |
| شهرآباد                    | بخش عقدا شهرستان اردکان  | شهرآباد            | ۰              | ۰              | ۰            | ۰٫۵                  | ۰                   |
| شهرستان                    | بخش عقدا شهرستان اردکان  | شهرستان            | ۰              | ۰              | ۰            | ۰٫۵                  | ۰                   |
| شهرنو                      | بخش مرکزی شهرستان اردکان | شهرنو              | ۰              | ۰              | ۰            | ۲٫۵                  | ۰                   |
| شوراب بالا                 | بخش مرکزی شهرستان اردکان | رباط پشت بادام     | ۰              | ۰              | ۰            | ۰٫۸۰۰۰۰۰۰۱۱۹۲۰۹۲۹    | ۰                   |
| شوراب میان                 | بخش عقدا شهرستان اردکان  | شوراب میان         | ۰              | ۰              | ۰            | ۰٫۱۸۰۰۰۰۰۰۷۱۵۲۵۵۷    | ۰                   |
| شوراب پیش                  | بخش عقدا شهرستان اردکان  | شوراب پیش          | ۰              | ۰              | ۰            | ۰٫۵                  | ۰                   |
| شوراب گنج                  | بخش عقدا شهرستان اردکان  | شوراب گنج          | ۰              | ۰              | ۰            | ۰٫۱۵۰۰۰۰۰۰۵۹۶۰۴۶۴    | ۰                   |
| شورابه بالا                | بخش عقدا شهرستان اردکان  | شورابه بالا        | ۰              | ۰              | ۰            | ۱                    | ۰                   |
| شورابه پایین               | بخش عقدا شهرستان اردکان  | شورابه پایین       | ۰              | ۰              | ۰            | ۱                    | ۰                   |
| شوکوله                     | بخش مرکزی شهرستان اردکان | شوکوله             | ۰              | ۰              | ۰            | ۱٫۱۰۰۰۰۰۰۲۳۸۴۱۸۶     | ۰                   |
| شیخ ابوالقاسم              | بخش مرکزی شهرستان اردکان | بفروئیه            | ۰              | ۰              | ۰            | ۸۰                   | ۰                   |
| شیخ باقر                   | بخش مرکزی شهرستان اردکان | مزرعه حاجی حسن     | ۰              | ۰              | ۰            | ۰٫۲۰۰۰۰۰۰۰۲۹۸۰۲۳۲    | ۰                   |
| شیخ یوسف                   | بخش مرکزی شهرستان اردکان | خضرآباد            | ۰              | ۰              | ۰            | ۰٫۵                  | ۰                   |
| صادق‌آباد                   | بخش مرکزی شهرستان اردکان | صادق‌آباد           | ۰              | ۰              | ۰            | ۸۰                   | ۰                   |
| صادق‌آباد                   | بخش مرکزی شهرستان اردکان | شهیدیه             | ۰              | ۰              | ۰            | ۵                    | ۰                   |
| صادق‌آباد                   | بخش مرکزی شهرستان اردکان | کافی‌آباد           | ۰              | ۰              | ۰            | ۴                    | ۰                   |
| صالح‌آباد                   | بخش عقدا شهرستان اردکان  | صالح‌آباد           | ۰              | ۰              | ۰            | ۰٫۳۰۰۰۰۰۰۱۱۹۲۰۹۲۹    | ۰                   |
| صدرآباد                    | بخش عقدا شهرستان اردکان  | صدرآباد            | ۰              | ۰              | ۰            | ۰٫۴۰۰۰۰۰۰۰۵۹۶۰۴۶۴    | ۰                   |
| طاعونه                     | بخش مرکزی شهرستان اردکان | خضرآباد            | ۰              | ۰              | ۰            | ۸                    | ۰                   |
| عباس‌آباد                   | بخش مرکزی شهرستان اردکان | دولاب              | ۰              | ۰              | ۰            | ۴                    | ۰                   |
| عباس‌آباد                   | بخش مرکزی شهرستان اردکان | عباس‌آباد           | ۰              | ۰              | ۰            | ۲                    | ۰                   |
| عبدالحسین                  | بخش عقدا شهرستان اردکان  | مزرعه عبدالحسین    | ۰              | ۰              | ۰            | ۳٫۹۹۹۹۹۹۹۱۰۵۹۳۰۳E-۰۲ | ۰                   |
| عشرت‌آباد                   | بخش مرکزی شهرستان اردکان | عشرت‌آباد           | ۰              | ۰              | ۰            | ۱۵                   | ۰                   |
| عطرآباد                    | بخش مرکزی شهرستان اردکان | عطرآباد            | ۰              | ۰              | ۰            | ۱٫۶۰۰۰۰۰۰۲۳۸۴۱۸۶     | ۰                   |
| علی                        | بخش مرکزی شهرستان اردکان | دربید              | ۰              | ۰              | ۰            | ۰٫۲۵                 | ۰                   |
| علی قلی                    | بخش مرکزی شهرستان اردکان | علی قلی            | ۰              | ۰              | ۰            | ۰٫۵                  | ۰                   |
| علی‌آباد                    | بخش مرکزی شهرستان اردکان | کافی‌آباد           | ۰              | ۰              | ۰            | ۷                    | ۰                   |
| علی‌آباد                    | بخش مرکزی شهرستان اردکان | علی‌آباد            | ۰              | ۰              | ۰            | ۳٫۹۰۰۰۰۰۰۹۵۳۶۷۴۳     | ۰                   |
| علی‌آباد                    | بخش مرکزی شهرستان اردکان | مزرعه بالا         | ۰              | ۰              | ۰            | ۲                    | ۰                   |
| علی‌آباد                    | بخش مرکزی شهرستان اردکان | رباط پشت بادام     | ۰              | ۰              | ۰            | ۵                    | ۰                   |
| علی‌آباد                    | بخش مرکزی شهرستان اردکان | زربند              | ۰              | ۰              | ۰            | ۱                    | ۰                   |
| علی‌آباد تقی‌آباد            | بخش مرکزی شهرستان اردکان | قوام‌آباد           | ۰              | ۰              | ۰            | ۷٫۹۹۹۹۹۹۸۲۱۱۸۶۰۷E-۰۲ | ۰                   |
| علی‌آباد حاج صفرعلی         | بخش مرکزی شهرستان اردکان | اردکان             | ۰              | ۰              | ۰            | ۲۶                   | ۰                   |
| علی‌آباد قدیم               | بخش عقدا شهرستان اردکان  | علی‌آباد            | ۰              | ۰              | ۰            | ۰٫۲۵                 | ۰                   |
| علی‌آباد میل سفید           | بخش مرکزی شهرستان اردکان | میل سفید           | ۰              | ۰              | ۰            | ۱٫۵                  | ۰                   |
| عیش‌آباد                    | بخش مرکزی شهرستان اردکان | اردکان             | ۰              | ۰              | ۰            | ۸                    | ۰                   |
| عین علی                    | بخش مرکزی شهرستان اردکان | عین علی            | ۰              | ۰              | ۰            | ۲٫۲۰۰۰۰۰۰۴۷۶۸۳۷۲     | ۰                   |
| فارس کوه                   | بخش مرکزی شهرستان اردکان | کذاب               | ۰              | ۰              | ۰            | ۲                    | ۰                   |
| فخرآباد                    | بخش عقدا شهرستان اردکان  | فخرآباد            | ۰              | ۰              | ۰            | ۰٫۸۹۹۹۹۹۹۷۶۱۵۸۱۴۲    | ۰                   |
| فخرآباد                    | بخش عقدا شهرستان اردکان  | فخرآباد            | ۰              | ۰              | ۰            | ۱٫۵                  | ۰                   |
| فیروزآباد                  | بخش مرکزی شهرستان اردکان | مجومرد             | ۰              | ۰              | ۰            | ۱۳                   | ۰                   |
| فیض‌آباد                    | بخش مرکزی شهرستان اردکان | فیض‌آباد            | ۰              | ۰              | ۰            | ۰٫۵                  | ۰                   |
| فیض‌آباد                    | بخش مرکزی شهرستان اردکان | فیض‌آباد            | ۰              | ۰              | ۰            | ۲                    | ۰                   |
| قاسم‌آباد                   | بخش مرکزی شهرستان اردکان | خرانق              | ۰              | ۰              | ۰            | ۰٫۵                  | ۰                   |
| قاسم‌آباد                   | بخش مرکزی شهرستان اردکان | اردکان             | ۰              | ۰              | ۰            | ۱۰                   | ۰                   |
| قاسم‌آباد                   | بخش مرکزی شهرستان اردکان | قاسم‌آباد موقوفه    | ۰              | ۰              | ۰            | ۴۰                   | ۰                   |
| قاسم‌آباد                   | بخش مرکزی شهرستان اردکان | قوام‌آباد           | ۰              | ۰              | ۰            | ۰٫۴۰۰۰۰۰۰۰۵۹۶۰۴۶۴    | ۰                   |
| قاسم‌آباد                   | بخش عقدا شهرستان اردکان  | قاسم‌آباد           | ۰              | ۰              | ۰            | ۰٫۵                  | ۰                   |
| قاسم‌آباد جدید              | بخش مرکزی شهرستان اردکان | قاسم‌آباد           | ۰              | ۰              | ۰            | ۲۲                   | ۰                   |
| قخرآباد اشکان              | بخش مرکزی شهرستان اردکان | اتابک              | ۰              | ۰              | ۰            | ۰٫۱۰۰۰۰۰۰۰۱۴۹۰۱۱۶    | ۰                   |
| قطب‌آباد                    | بخش مرکزی شهرستان اردکان | اردکان             | ۰              | ۰              | ۰            | ۲۵                   | ۰                   |
| قنات بالای درند            | بخش مرکزی شهرستان اردکان | خرانق              | ۰              | ۰              | ۰            | ۳٫۷۵                 | ۰                   |
| قنات حسین‌آباد              | بخش مرکزی شهرستان اردکان | خضرآباد            | ۰              | ۰              | ۰            | ۱٫۹۹۹۹۹۹۹۵۵۲۹۶۵۲E-۰۲ | ۰                   |
| قنات شور                   | بخش مرکزی شهرستان اردکان | رباط پشت بادام     | ۰              | ۰              | ۰            | ۶                    | ۰                   |
| قنات شیرین                 | بخش مرکزی شهرستان اردکان | رباط پشت بادام     | ۰              | ۰              | ۰            | ۳٫۵                  | ۰                   |
| قنات مزرعه محمدجعفر        | بخش مرکزی شهرستان اردکان | خضرآباد            | ۰              | ۰              | ۰            | ۰٫۳۰۰۰۰۰۰۱۱۹۲۰۹۲۹    | ۰                   |
| قنات پایین درند            | بخش مرکزی شهرستان اردکان | خرانق              | ۰              | ۰              | ۰            | ۰٫۲۵                 | ۰                   |
| قوام‌آباد                   | بخش مرکزی شهرستان اردکان | قوام‌آباد           | ۰              | ۰              | ۰            | ۳٫۲۹۹۹۹۹۹۵۲۳۱۶۲۸     | ۰                   |
| قوام‌آباد علیا              | بخش مرکزی شهرستان اردکان | شرب العین          | ۰              | ۰              | ۰            | ۳                    | ۰                   |
| لاهک                       | بخش مرکزی شهرستان اردکان | مزرعه میان         | ۰              | ۰              | ۰            | ۱                    | ۰                   |
| لای سبز                    | بخش مرکزی شهرستان اردکان | خمسیان             | ۰              | ۰              | ۰            | ۰٫۲۰۰۰۰۰۰۰۲۹۸۰۲۳۲    | ۰                   |
| لای چاهوک                  | بخش مرکزی شهرستان اردکان | درب زر             | ۰              | ۰              | ۰            | ۷٫۰۰۰۰۰۰۰۲۹۸۰۲۳۲E-۰۲ | ۰                   |
| مارنون                     | بخش خرانق شهرستان اردکان | ساغند              | ۰              | ۰              | ۰            | ۰٫۸۰۰۰۰۰۰۱۱۹۲۰۹۲۹    | ۰                   |
| محمدآباد                   | بخش مرکزی شهرستان اردکان | رباط پشت بادام     | ۰              | ۰              | ۰            | ۱                    | ۰                   |
| محمدآباد                   | بخش مرکزی شهرستان اردکان | محمدآباد           | ۰              | ۰              | ۰            | ۵۴                   | ۰                   |
| محمدآباد                   | بخش مرکزی شهرستان اردکان | محمدآباد           | ۰              | ۰              | ۰            | ۲٫۷۹۹۹۹۹۹۵۲۳۱۶۲۸     | ۰                   |
| محمدآباد اشکان             | بخش مرکزی شهرستان اردکان | اتابک              | ۰              | ۰              | ۰            | ۵٫۰۰۰۰۰۰۰۷۴۵۰۵۸۱E-۰۲ | ۰                   |
| محمدآباد جدید              | بخش مرکزی شهرستان اردکان | بناکوه             | ۰              | ۰              | ۰            | ۱                    | ۰                   |
| محمدآباد مرزانک            | بخش مرکزی شهرستان اردکان | خضرآباد            | ۰              | ۰              | ۰            | ۱                    | ۰                   |
| محمدآباد کافی‌آباد          | بخش مرکزی شهرستان اردکان | کافی‌آباد           | ۰              | ۰              | ۰            | ۰                    | ۰                   |
| محمودآباد                  | بخش مرکزی شهرستان اردکان | خضرآباد            | ۰              | ۰              | ۰            | ۱                    | ۰                   |
| محمودآباد                  | بخش عقدا شهرستان اردکان  | محمودآباد          | ۰              | ۰              | ۰            | ۱٫۶۰۰۰۰۰۰۲۳۸۴۱۸۶     | ۰                   |
| محمودی                     | بخش مرکزی شهرستان اردکان | فیروزآباد          | ۰              | ۰              | ۰            | ۳۸                   | ۰                   |
| محواد                      | بخش مرکزی شهرستان اردکان | خرانق              | ۰              | ۰              | ۰            | ۰٫۵                  | ۰                   |
| مرزانک                     | بخش مرکزی شهرستان اردکان | مرزانک             | ۰              | ۰              | ۰            | ۶٫۵                  | ۰                   |
| مرزبانی                    | بخش مرکزی شهرستان اردکان | مبارکه             | ۰              | ۰              | ۰            | ۱۰                   | ۰                   |
| مرغ میان                   | بخش عقدا شهرستان اردکان  | مزرعه مرغ میان     | ۰              | ۰              | ۰            | ۰٫۲۰۰۰۰۰۰۰۲۹۸۰۲۳۲    | ۰                   |
| مزرعه آب شور               | بخش مرکزی شهرستان اردکان | دربید              | ۰              | ۰              | ۰            | ۱                    | ۰                   |
| مزرعه آسمان                | بخش مرکزی شهرستان اردکان | خرانق              | ۰              | ۰              | ۰            | ۰٫۱۰۰۰۰۰۰۰۱۴۹۰۱۱۶    | ۰                   |
| مزرعه آقا                  | بخش مرکزی شهرستان اردکان | خرانق              | ۰              | ۰              | ۰            | ۱٫۵                  | ۰                   |
| مزرعه اسماعیل              | بخش مرکزی شهرستان اردکان | خرانق              | ۰              | ۰              | ۰            | ۵٫۰۰۰۰۰۰۰۷۴۵۰۵۸۱E-۰۲ | ۰                   |
| مزرعه اکبر                 | بخش مرکزی شهرستان اردکان | مزرعه اکبر         | ۰              | ۰              | ۰            | ۲٫۵                  | ۰                   |
| مزرعه بالا                 | بخش مرکزی شهرستان اردکان | رباط پشت بادام     | ۰              | ۰              | ۰            | ۲                    | ۰                   |
| مزرعه بلیل                 | بخش عقدا شهرستان اردکان  | مزرعه بلیل         | ۰              | ۰              | ۰            | ۱٫۲۹۹۹۹۹۹۵۲۳۱۶۲۸     | ۰                   |
| مزرعه بمان خان             | بخش مرکزی شهرستان اردکان | قوام‌آباد           | ۰              | ۰              | ۰            | ۰٫۲۰۰۰۰۰۰۰۲۹۸۰۲۳۲    | ۰                   |
| مزرعه بوز                  | بخش مرکزی شهرستان اردکان | مزرعه میان         | ۰              | ۰              | ۰            | ۴                    | ۰                   |
| مزرعه تلیهستان             | بخش مرکزی شهرستان اردکان | خضرآباد            | ۰              | ۰              | ۰            | ۱                    | ۰                   |
| مزرعه تنوره                | بخش مرکزی شهرستان اردکان | دربید              | ۰              | ۰              | ۰            | ۲                    | ۰                   |
| مزرعه حاجی                 | بخش مرکزی شهرستان اردکان | خرانق              | ۰              | ۰              | ۰            | ۰٫۲۵                 | ۰                   |
| مزرعه حاجی آقا             | بخش مرکزی شهرستان اردکان | خارنق              | ۰              | ۰              | ۰            | ۰٫۳۰۰۰۰۰۰۱۱۹۲۰۹۲۹    | ۰                   |
| مزرعه حاجی باقر            | بخش مرکزی شهرستان اردکان | خرانق              | ۰              | ۰              | ۰            | ۰٫۵                  | ۰                   |
| مزرعه حاجی علی محمد        | بخش مرکزی شهرستان اردکان | خرانق              | ۰              | ۰              | ۰            | ۰٫۲۵                 | ۰                   |
| مزرعه حسین خان             | بخش مرکزی شهرستان اردکان | قوام‌آباد           | ۰              | ۰              | ۰            | ۱٫۲۹۹۹۹۹۹۵۲۳۱۶۲۸     | ۰                   |
| مزرعه حسین علی (عباس‌آباد ) | بخش مرکزی شهرستان اردکان | خضرآباد            | ۰              | ۰              | ۰            | ۰٫۱۰۰۰۰۰۰۰۱۴۹۰۱۱۶    | ۰                   |
| مزرعه خلیل‌آباد (بالا)      | بخش مرکزی شهرستان اردکان | خضرآباد            | ۰              | ۰              | ۰            | ۰٫۵                  | ۰                   |
| مزرعه خلیل‌آباد (پایین)     | بخش مرکزی شهرستان اردکان | خضرآباد            | ۰              | ۰              | ۰            | ۱                    | ۰                   |
| مزرعه داداگاه              | بخش عقدا شهرستان اردکان  | مرغ میان           | ۰              | ۰              | ۰            | ۱٫۹۹۹۹۹۹۹۵۵۲۹۶۵۲E-۰۲ | ۰                   |
| مزرعه دربید                | بخش مرکزی شهرستان اردکان | دربید              | ۰              | ۰              | ۰            | ۱                    | ۰                   |
| مزرعه ده بالا              | بخش مرکزی شهرستان اردکان | دربید              | ۰              | ۰              | ۰            | ۲                    | ۰                   |
| مزرعه دهقان                | بخش عقدا شهرستان اردکان  | مزرعه دهقان        | ۰              | ۰              | ۰            | ۱٫۷۹۹۹۹۹۹۵۲۳۱۶۲۸     | ۰                   |
| مزرعه رحیمی                | بخش مرکزی شهرستان اردکان | تقویه              | ۰              | ۰              | ۰            | ۰٫۵                  | ۰                   |
| مزرعه رنجقان               | بخش مرکزی شهرستان اردکان | دربید              | ۰              | ۰              | ۰            | ۰٫۵                  | ۰                   |
| مزرعه زمان                 | بخش مرکزی شهرستان اردکان | مزرعه زمان         | ۰              | ۰              | ۰            | ۰٫۳۰۰۰۰۰۰۱۱۹۲۰۹۲۹    | ۰                   |
| مزرعه سده                  | بخش مرکزی شهرستان اردکان | خضرآباد            | ۰              | ۰              | ۰            | ۰٫۵                  | ۰                   |
| مزرعه سرشک                 | بخش مرکزی شهرستان اردکان | مزرعه سرشک         | ۰              | ۰              | ۰            | ۰٫۸۰۰۰۰۰۰۱۱۹۲۰۹۲۹    | ۰                   |
| مزرعه سلیمان               | بخش مرکزی شهرستان اردکان | مزرعه سلیمان       | ۰              | ۰              | ۰            | ۰٫۱۰۰۰۰۰۰۰۱۴۹۰۱۱۶    | ۰                   |
| مزرعه سه دانگ              | بخش مرکزی شهرستان اردکان | خمسیان             | ۰              | ۰              | ۰            | ۱                    | ۰                   |
| مزرعه سوختی                | بخش مرکزی شهرستان اردکان | کذاب               | ۰              | ۰              | ۰            | ۱                    | ۰                   |
| مزرعه شفیع                 | بخش مرکزی شهرستان اردکان | مزرعه شفیع         | ۰              | ۰              | ۰            | ۰٫۵                  | ۰                   |
| مزرعه شمس                  | بخش مرکزی شهرستان اردکان | خرانق              | ۰              | ۰              | ۰            | ۰٫۲۵                 | ۰                   |
| مزرعه عبدالحسین            | بخش مرکزی شهرستان اردکان | قوام‌آباد           | ۰              | ۰              | ۰            | ۰٫۲۰۰۰۰۰۰۰۲۹۸۰۲۳۲    | ۰                   |
| مزرعه عشقی (شیخ محمد)      | بخش مرکزی شهرستان اردکان | شرب العین          | ۰              | ۰              | ۰            | ۱                    | ۰                   |
| مزرعه علی                  | بخش مرکزی شهرستان اردکان | قوام‌آباد           | ۰              | ۰              | ۰            | ۱                    | ۰                   |
| مزرعه غلامرضا              | بخش مرکزی شهرستان اردکان | قوام‌آباد           | ۰              | ۰              | ۰            | ۰٫۵                  | ۰                   |
| مزرعه قاسم                 | بخش مرکزی شهرستان اردکان | خضرآباد            | ۰              | ۰              | ۰            | ۰٫۱۰۰۰۰۰۰۰۱۴۹۰۱۱۶    | ۰                   |
| مزرعه قلی                  | بخش مرکزی شهرستان اردکان | مزرعه قلی          | ۰              | ۰              | ۰            | ۲٫۵                  | ۰                   |
| مزرعه لای تفتیون           | بخش مرکزی شهرستان اردکان | قوام‌آباد           | ۰              | ۰              | ۰            | ۱                    | ۰                   |
| مزرعه لای تلخ              | بخش مرکزی شهرستان اردکان | دربید              | ۰              | ۰              | ۰            | ۱                    | ۰                   |
| مزرعه محمدآباد قوام‌آباد    | بخش مرکزی شهرستان اردکان | قوام‌آباد           | ۰              | ۰              | ۰            | ۰٫۱۰۰۰۰۰۰۰۱۴۹۰۱۱۶    | ۰                   |
| مزرعه محمدرحیم             | بخش مرکزی شهرستان اردکان | خرانق              | ۰              | ۰              | ۰            | ۰٫۲۵                 | ۰                   |
| مزرعه ملا                  | بخش عقدا شهرستان اردکان  | مزرعه ملا          | ۰              | ۰              | ۰            | ۵٫۰۰۰۰۰۰۰۷۴۵۰۵۸۱E-۰۲ | ۰                   |
| مزرعه میان                 | بخش مرکزی شهرستان اردکان | مزرعه میان         | ۰              | ۰              | ۰            | ۶                    | ۰                   |
| مزرعه میرها                | بخش مرکزی شهرستان اردکان | مزرعه میرها        | ۰              | ۰              | ۰            | ۳                    | ۰                   |
| مزرعه ناصر (نعمت‌آباد )     | بخش مرکزی شهرستان اردکان | خضرآباد            | ۰              | ۰              | ۰            | ۰٫۱۰۰۰۰۰۰۰۱۴۹۰۱۱۶    | ۰                   |
| مزرعه نو                   | بخش عقدا شهرستان اردکان  | مزرعه نو           | ۰              | ۰              | ۰            | ۲۳                   | ۰                   |
| مزرعه نو                   | بخش مرکزی شهرستان اردکان | خرانق              | ۰              | ۰              | ۰            | ۰٫۷۵                 | ۰                   |
| مزرعه نو                   | بخش مرکزی شهرستان اردکان | مزرعه نو           | ۰              | ۰              | ۰            | ۰٫۵                  | ۰                   |
| مزرعه نوروز                | بخش مرکزی شهرستان اردکان | خرانق              | ۰              | ۰              | ۰            | ۰٫۱۰۰۰۰۰۰۰۱۴۹۰۱۱۶    | ۰                   |
| مزرعه هاشمی                | بخش مرکزی شهرستان اردکان | مزرعه هاشمی        | ۰              | ۰              | ۰            | ۰٫۲۵                 | ۰                   |
| مزرعه پایین                | بخش مرکزی شهرستان اردکان | رباط پشت بادام     | ۰              | ۰              | ۰            | ۳                    | ۰                   |
| مزرعه کلمند کمال           | بخش مرکزی شهرستان اردکان | دربید              | ۰              | ۰              | ۰            | ۰٫۵                  | ۰                   |
| مزرعه گزشک                 | بخش مرکزی شهرستان اردکان | قوام‌آباد           | ۰              | ۰              | ۰            | ۱٫۹۹۹۹۹۹۹۵۵۲۹۶۵۲E-۰۲ | ۰                   |
| مزرعه یغمیش                | بخش عقدا شهرستان اردکان  | یغمیش              | ۰              | ۰              | ۰            | ۰٫۱۷۰۰۰۰۰۰۱۷۸۸۱۳۹    | ۰                   |
| مزرعک                      | بخش مرکزی شهرستان اردکان | خرانق              | ۰              | ۰              | ۰            | ۵٫۰۰۰۰۰۰۰۷۴۵۰۵۸۱E-۰۲ | ۰                   |
| مفیدی                      | بخش مرکزی شهرستان اردکان | مزرعه مفیدی        | ۰              | ۰              | ۰            | ۰٫۲۰۰۰۰۰۰۰۲۹۸۰۲۳۲    | ۰                   |
| ملاعباسی                   | بخش عقدا شهرستان اردکان  | ملاعباسی           | ۰              | ۰              | ۰            | ۲٫۹۹۹۹۹۹۹۳۲۹۴۴۷۷E-۰۲ | ۰                   |
| ملکوه                      | بخش عقدا شهرستان اردکان  | ملکوه              | ۰              | ۰              | ۰            | ۰٫۵                  | ۰                   |
| مهاباد                     | بخش عقدا شهرستان اردکان  | هفتادر- مهاباد     | ۰              | ۰              | ۰            | ۱٫۲۰۰۰۰۰۰۴۷۶۸۳۷۲     | ۰                   |
| مهدی‌آباد                   | بخش مرکزی شهرستان اردکان | مزرعه مهدی‌آباد     | ۰              | ۰              | ۰            | ۰٫۱۰۰۰۰۰۰۰۱۴۹۰۱۱۶    | ۰                   |
| مهدی‌آباد یزد               | بخش مرکزی شهرستان اردکان | مهدی‌آباد           | ۰              | ۰              | ۰            | ۲۹                   | ۰                   |
| مهرآباد                    | بخش عقدا شهرستان اردکان  | مهرآباد            | ۰              | ۰              | ۰            | ۰٫۱۰۰۰۰۰۰۰۱۴۹۰۱۱۶    | ۰                   |
| مهرجرد                     | بخش مرکزی شهرستان اردکان | مهرجرد             | ۰              | ۰              | ۰            | ۴۲                   | ۰                   |
| مورک                       | بخش مرکزی شهرستان اردکان | خرانق              | ۰              | ۰              | ۰            | ۰٫۶۰۰۰۰۰۰۲۳۸۴۱۸۵۸    | ۰                   |
| میرزاحکیم                  | بخش مرکزی شهرستان اردکان | میرزاحکیم          | ۰              | ۰              | ۰            | ۱٫۳۹۹۹۹۹۹۷۶۱۵۸۱۴     | ۰                   |
| میرقاسم                    | بخش عقدا شهرستان اردکان  | میرقاسم            | ۰              | ۰              | ۰            | ۲                    | ۰                   |
| میل سفید                   | بخش مرکزی شهرستان اردکان | خرانق              | ۰              | ۰              | ۰            | ۱٫۲۵                 | ۰                   |
| میل سفید                   | بخش مرکزی شهرستان اردکان | میل سفید خضرآباد   | ۰              | ۰              | ۰            | ۶                    | ۰                   |
| نارستان                    | بخش مرکزی شهرستان اردکان | دربید              | ۰              | ۰              | ۰            | ۱                    | ۰                   |
| نجف‌آباد                    | بخش مرکزی شهرستان اردکان | خضرآباد            | ۰              | ۰              | ۰            | ۱٫۵                  | ۰                   |
| نجف‌آباد یزد                | بخش مرکزی شهرستان اردکان | نجف‌آباد            | ۰              | ۰              | ۰            | ۵۰                   | ۰                   |
| نصیرآباد                   | بخش عقدا شهرستان اردکان  | نصیرآباد           | ۰              | ۰              | ۰            | ۰٫۱۱۹۹۹۹۹۹۷۳۱۷۷۹۱    | ۰                   |
| نفیس‌آباد                   | بخش مرکزی شهرستان اردکان | نفیس‌آباد           | ۰              | ۰              | ۰            | ۴٫۵                  | ۰                   |
| نورآباد                    | بخش مرکزی شهرستان اردکان | قوام‌آباد           | ۰              | ۰              | ۰            | ۰٫۲۰۰۰۰۰۰۰۲۹۸۰۲۳۲    | ۰                   |
| نیوک (۱)                   | بخش مرکزی شهرستان اردکان | دربید              | ۰              | ۰              | ۰            | ۲                    | ۰                   |
| هاشم                       | بخش مرکزی شهرستان اردکان | هاشم‌آباد           | ۰              | ۰              | ۰            | ۱٫۵                  | ۰                   |
| هامانه                     | بخش مرکزی شهرستان اردکان | هامانه             | ۰              | ۰              | ۰            | ۲۰                   | ۰                   |
| هامانه بالا                | بخش مرکزی شهرستان اردکان | خرانق              | ۰              | ۰              | ۰            | ۱                    | ۰                   |
| هامانه پایین               | بخش مرکزی شهرستان اردکان | خرانق              | ۰              | ۰              | ۰            | ۰٫۵                  | ۰                   |
| همت‌آباد                    | بخش مرکزی شهرستان اردکان | همت‌آباد            | ۰              | ۰              | ۰            | ۲                    | ۰                   |
| هنو                        | بخش مرکزی شهرستان اردکان | هنو                | ۰              | ۰              | ۰            | ۰٫۷۵                 | ۰                   |
| هورمونده                   | بخش مرکزی شهرستان اردکان | دولاب              | ۰              | ۰              | ۰            | ۱                    | ۰                   |
| وراعون                     | بخش عقدا شهرستان اردکان  | وراعون             | ۰              | ۰              | ۰            | ۰٫۸۹۹۹۹۹۹۷۶۱۵۸۱۴۲    | ۰                   |
| پازر                       | بخش عقدا شهرستان اردکان  | مزرعه پازر         | ۰              | ۰              | ۰            | ۵٫۹۹۹۹۹۹۸۶۵۸۸۹۵۵E-۰۲ | ۰                   |
| پاگنده                     | بخش مرکزی شهرستان اردکان | پاگنده             | ۰              | ۰              | ۰            | ۱٫۳۹۹۹۹۹۹۷۶۱۵۸۱۴     | ۰                   |
| پتکستان                    | بخش مرکزی شهرستان اردکان | پتکستان            | ۰              | ۰              | ۰            | ۰٫۵                  | ۰                   |
| پولاپ                      | بخش عقدا شهرستان اردکان  | پولاپ              | ۰              | ۰              | ۰            | ۹٫۹۹۹۹۹۹۷۷۶۴۸۲۵۸E-۰۳ | ۰                   |
| پینه کوه بالا              | بخش عقدا شهرستان اردکان  | مزرعه پینه کوه     | ۰              | ۰              | ۰            | ۲٫۹۹۹۹۹۹۹۳۲۹۴۴۷۷E-۰۲ | ۰                   |
| پینه کوه پایین             | بخش عقدا شهرستان اردکان  | پینه کوه           | ۰              | ۰              | ۰            | ۰٫۱۷۰۰۰۰۰۰۱۷۸۸۱۳۹    | ۰                   |
| چاه باشه                   | بخش عقدا شهرستان اردکان  | چاه باشه           | ۰              | ۰              | ۰            | ۱                    | ۰                   |
| چاه تقی                    | بخش مرکزی شهرستان اردکان | چاه تقی            | ۰              | ۰              | ۰            | ۰٫۲۵                 | ۰                   |
| چاه ریگ                    | بخش عقدا شهرستان اردکان  | چاه ریگ            | ۰              | ۰              | ۰            | ۱٫۷۹۹۹۹۹۹۵۲۳۱۶۲۸     | ۰                   |
| چاه سید                    | بخش مرکزی شهرستان اردکان | دربید              | ۰              | ۰              | ۰            | ۰٫۷۵                 | ۰                   |
| چاه مگو                    | بخش مرکزی شهرستان اردکان | رباط پشت بادام     | ۰              | ۰              | ۰            | ۰                    | ۰                   |
| چاه نو                     | بخش عقدا شهرستان اردکان  | چاه نو             | ۰              | ۰              | ۰            | ۲٫۷۳۰۰۰۰۰۱۹۰۷۳۴۹     | ۰                   |
| چفته                       | بخش مرکزی شهرستان اردکان | چفته               | ۰              | ۰              | ۰            | ۰٫۸۰۰۰۰۰۰۱۱۹۲۰۹۲۹    | ۰                   |
| چم                         | بخش مرکزی شهرستان اردکان | چم تفت             | ۰              | ۰              | ۰            | ۱۰                   | ۰                   |
| چهاربازار                  | بخش مرکزی شهرستان اردکان | اردکان             | ۰              | ۰              | ۰            | ۲۹                   | ۰                   |
| کافی‌آباد                   | بخش مرکزی شهرستان اردکان | کافی‌آباد           | ۰              | ۰              | ۰            | ۱۸                   | ۰                   |
| کرنان                      | بخش مرکزی شهرستان اردکان | ده‌آباد میبد        | ۰              | ۰              | ۰            | ۴۰                   | ۰                   |
| کره سنجدک                  | بخش مرکزی شهرستان اردکان | هامانه             | ۰              | ۰              | ۰            | ۰٫۱۰۰۰۰۰۰۰۱۴۹۰۱۱۶    | ۰                   |
| کلمندگلو                   | بخش مرکزی شهرستان اردکان | دربید              | ۰              | ۰              | ۰            | ۱                    | ۰                   |
| کمال الدین                 | بخش مرکزی شهرستان اردکان | هامانه             | ۰              | ۰              | ۰            | ۳                    | ۰                   |
| کمال‌آباد                   | بخش مرکزی شهرستان اردکان | کمال‌آباد           | ۰              | ۰              | ۰            | ۲                    | ۰                   |
| کمکوه                      | بخش عقدا شهرستان اردکان  | کمکوه              | ۰              | ۰              | ۰            | ۰٫۷۵                 | ۰                   |
| کوشک‌آباد                   | بخش عقدا شهرستان اردکان  | کوشک‌آباد           | ۰              | ۰              | ۰            | ۶                    | ۰                   |
| کپو                        | بخش مرکزی شهرستان اردکان | کپو                | ۰              | ۰              | ۰            | ۰٫۷۵                 | ۰                   |
| کیکوه                      | بخش عقدا شهرستان اردکان  | کیکوه              | ۰              | ۰              | ۰            | ۵٫۹۹۹۹۹۹۸۶۵۸۸۹۵۵E-۰۲ | ۰                   |
| گاپله                      | بخش مرکزی شهرستان اردکان | گاپله              | ۰              | ۰              | ۰            | ۱٫۱۰۰۰۰۰۰۲۳۸۴۱۸۶     | ۰                   |
| گردنه سوز                  | بخش مرکزی شهرستان اردکان | دربید              | ۰              | ۰              | ۰            | ۰٫۳۰۰۰۰۰۰۱۱۹۲۰۹۲۹    | ۰                   |
| گرمه                       | بخش مرکزی شهرستان اردکان | قوام‌آباد           | ۰              | ۰              | ۰            | ۲                    | ۰                   |
| گرگین‌آباد                  | بخش خرانق شهرستان اردکان | ساغند              | ۰              | ۰              | ۰            | ۰٫۱۰۰۰۰۰۰۰۱۴۹۰۱۱۶    | ۰                   |
| گزستان                     | بخش مرکزی شهرستان اردکان | گزستان             | ۰              | ۰              | ۰            | ۲                    | ۰                   |
| گزستان                     | بخش عقدا شهرستان اردکان  | گزستان             | ۰              | ۰              | ۰            | ۰٫۱۲۹۹۹۹۹۹۵۲۳۱۶۲۸    | ۰                   |
| گلریز                      | بخش مرکزی شهرستان اردکان | خرانق              | ۰              | ۰              | ۰            | ۱                    | ۰                   |
| گل‌آباد                     | بخش عقدا شهرستان اردکان  | گل‌آباد             | ۰              | ۰              | ۰            | ۵٫۹۹۹۹۹۹۸۶۵۸۸۹۵۵E-۰۲ | ۰                   |
| یخدان                      | بخش مرکزی شهرستان اردکان | یخدان میبد         | ۰              | ۰              | ۰            | ۳۰                   | ۰                   |
| یزدآباد                    | بخش عقدا شهرستان اردکان  | مزرعه پاذر         | ۰              | ۰              | ۰            | ۰٫۱۰۹۹۹۹۹۹۹۴۰۳۹۵۴    | ۰                   |